# Axel Dittmann

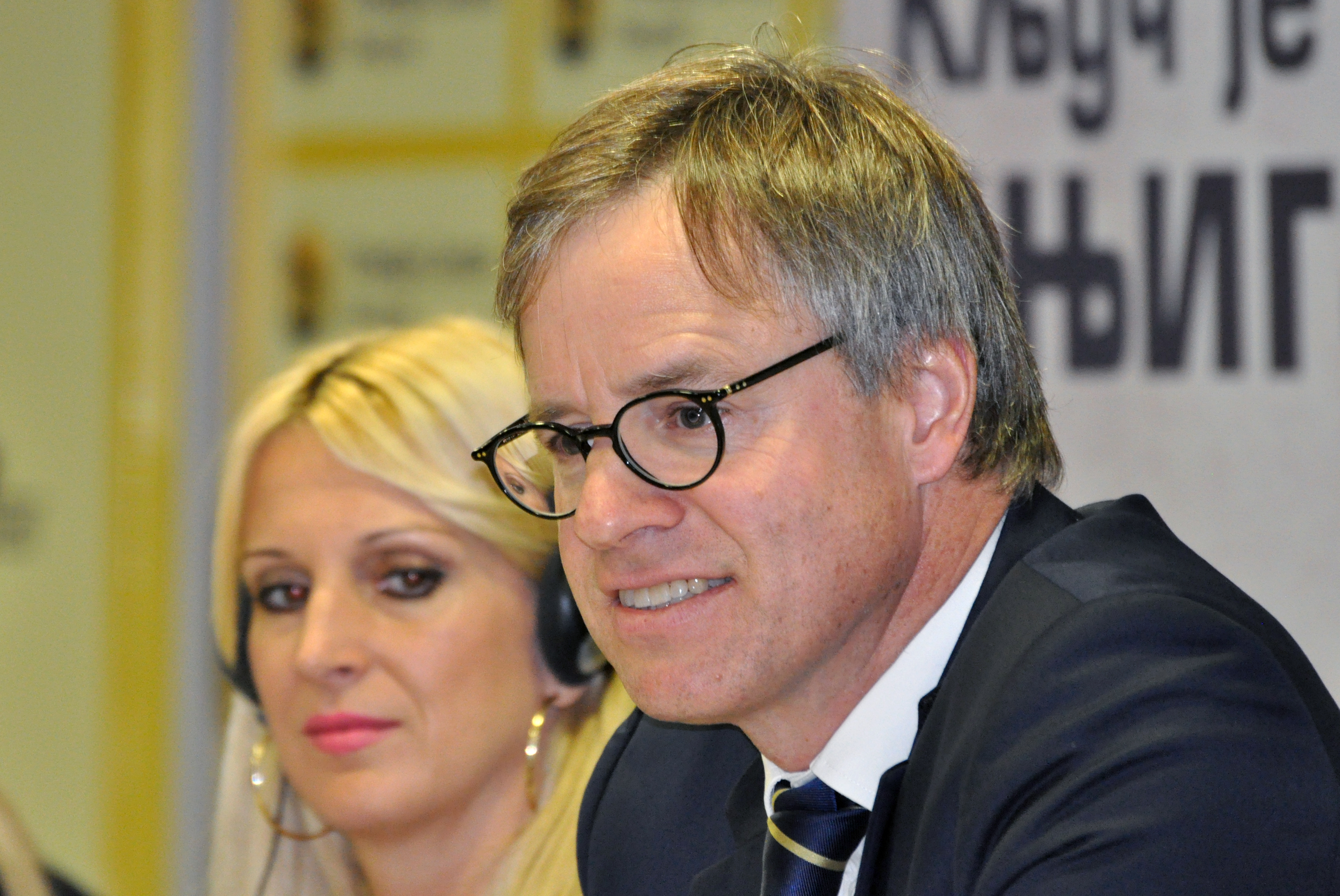
Axel Dittmann (2017)

Axel Dittmann (* 23. März 1966 in Bonn) ist ein deutscher Diplomat, der seit 2022 als Gesandter in der deutschen Botschaft in Washington, DC ist.

## Leben
Dittmann begann nach dem Abitur 1985 ein Studium der Volkswirtschaftslehre, das er 1991 abschloss. 1992 begann er den Vorbereitungsdienst für den höheren Auswärtigen Dienst. Nach dem Abschluss war er 1994/95 Mitarbeiter an der Ständigen Vertretung bei den Vereinten Nationen in New York City. Danach war er 1996–1998 als Unternehmensberater bei McKinsey & Company in Berlin tätig und kehrte 1998 in den Auswärtigen Dienst zurück, wo er kurze Zeit Mitarbeiter in der Politischen Abteilung des Auswärtigen Amtes war. Anschließend war er 1998/99 in der Außenstelle der Botschaft in Serbien in Priština sowie von 1999 bis 2000 als Mitglied der United Nations Interim Administration Mission in Kosovo (UNMIK). Danach fungierte Dittmann als stellvertretender Referatsleiter in der Abteilung Vereinte Nationen des Auswärtigen Amtes und gehörte daraufhin 2001 für einige Zeit als Mitglied zum Verhandlungsteam des EU-Sonderbeauftragten für Mazedonien François Léotard. Im Anschluss gehörte er von 2001 bis 2004 zum Verhandlungsteam des Auswärtigen Amtes für den Vertrag über eine Verfassung für Europa. Danach schloss sich zwischen 2004 und 2006 eine Verwendung an der Botschaft in Washington an, ehe er von 2006 bis 2007 Mitglied des Verhandlungsteams des UN-Büros des Sonderbeauftragten für den Kosovo UNOSEK (United Nations Office of the Special Envoy for Kosovo) in Wien war.
Nach seiner Rückkehr nach Deutschland war Dittmann 2007–2011 stellvertretender Referatsleiter in der Europaabteilung des Auswärtigen Amtes sowie anschließend 2011–2015 Referatsleiter für EU-Grundsatzfragen in der Europaabteilung des Auswärtigen Amtes. Im Juli 2015 wurde Dittmann als Nachfolger des in den Ruhestand getretenen Heinz Wilhelm Botschafter der Bundesrepublik Deutschland in Belgrad (Serbien). Im Sommer 2018 übernahm Dittmann die Stelle als Brexit-Koordinator im Auswärtigen Amt in Berlin von Peter Ptassek.
Seit Sommer 2022 ist er als Gesandter und ständiger Vertreter des Botschafters wieder in der deutschen Botschaft Washington tätig.